# Монастырь святого Антония (Санкт-Петербург)
Монастырь Святого Антония Чудотворца — католический монастырь ордена Францисканцев - Братьев Меньших Конвентуальных в Санкт-Петербурге. Расположен на 9-й Красноармейской улице, 10-А в Адмиралтейском районе. Посвящён Антонию Падуанскому, одному из самых известных и почитаемых католических святых, чудотворцу, покровителю бедных и путешествующих, помощнику в поисках потерянных вещей.  

## История
В здании, построенном в 1899 году, до революции располагалось общежитие Общества святой Ксении для бедных женщин в Петрограде. В советское время здесь действовал производственный цех. 
В 1995 году из Москвы в Санкт-Петербург была переведена возрожденная католическая Высшая духовная семинария, среди преподавателей которой были и францисканцы.  
В 1996 году орденским руководством было принято решение организовать в Санкт-Петербурге монастырь, одной из главных целей которого была бы монашеская и богословская подготовка кандидатов из России и стран бывшего СССР. Для этого было приобретено находившееся в аварийном состоянии здание на 9-й Красноармейской улице. Осенью того же года, в спартанских условиях, начала функционировать община из двух монахов и четырех семинаристов.  
В 1999 году была зарегистрирована соответствующая местная религиозная организация.  
15 июля 2000 года был канонически основан монастырь Святого Антония Чудотворца в Санкт-Петербурге.  
В 2001-2007 годах прошла реконструкция здания по проекту итальянского архитектора Леонардо Бруджиотти.  
13 сентября 2008 года, во время паломничества реликвий Святого Антония по России, Апостольский Нунций в России архиепископ Антонио Меннини совершил обряд благословения нового монастырского храма. 
Лишь через 5 лет храм был полностью подготовлен к освящению. Алтарём храма стала подаренная Папской базиликой святого Антония в Падуе мраморная рака, в которой в период с 2008 по 2010 годы, в то время как шла реставрация усыпальницы святого, находились его нетленные мощи. Это удостоверяет надпись на обращённой к пресвитерию стороне алтаря.
8 сентября 2013 года торжественное освящение монастырского храма и алтаря-реликвии совершил митрополит Павел Пецци. В торжествах принял участие ректор Папской базилики св. Антония в Падуе свящ. Энцо Пойана.  

## Описание

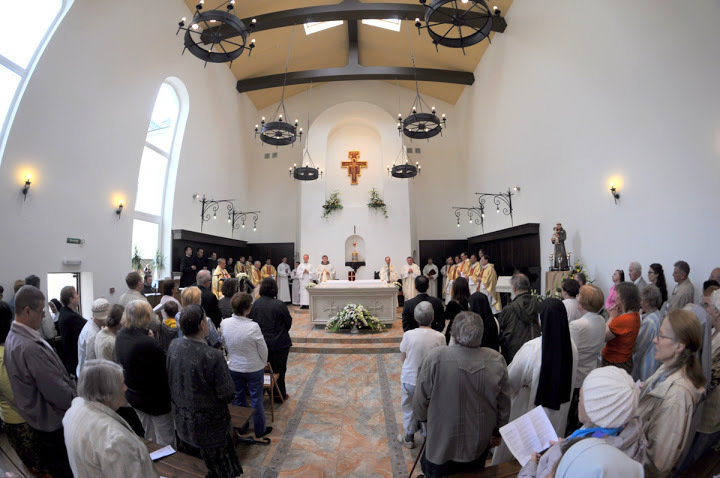
интерьер храма св. Антония Чудотворца

Монастырский комплекс площадью около 1600 кв. м. состоит из храма и примыкающего к нему П-образного здания, в котором размещаются монашеский корпус, комнаты для паломников, библиотека, пространство для пастырской и благотворительной деятельности, а также технические помещения.  Внутри обустроен дворик-клуатр.  
В монастырском храме ежедневно совершаются богослужения, из которых характерным является еженедельное богослужение в честь св. Антония Падуанского по вторникам. Также в храме проводятся концерты. 
При монастыре действует Центр христианской культуры и францисканской духовности, регулярно организуются духовные упражнения для духовенства и мирян. 

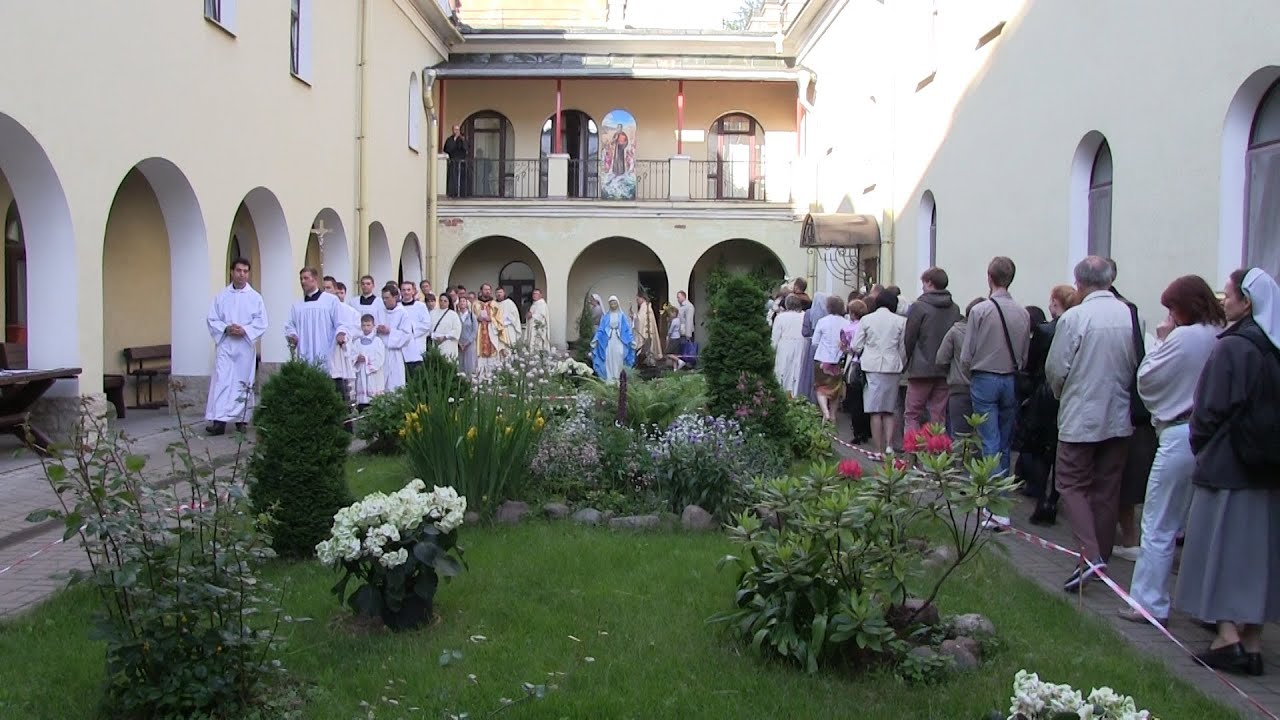
клуатр

Престольный праздник монастыря отмечают 13 июня при большом стечении народа.  

## Настоятели
1996 - 2000 о. Лех Боханек
2000 - 2001 о. Николай Дубинин
2001 - 2003 о. Иренеуш Микос (и.о. настоятеля) 
2003 - 2005 о. Антоний Пожецкий 
2005 - 2009 о. Иван Ролов 
2009 - 2014 о. Станислав Вуйтович  
2014 - 2018 о. Дариуш Харасимович 
2018 - 2020 о. Николай Дубинин (30.07.2020 назначен епископом) 
2020 - 2022 о. Станислав Вуйтович 
с 2022 бр. Адам Новак 